# نوغان‌داری

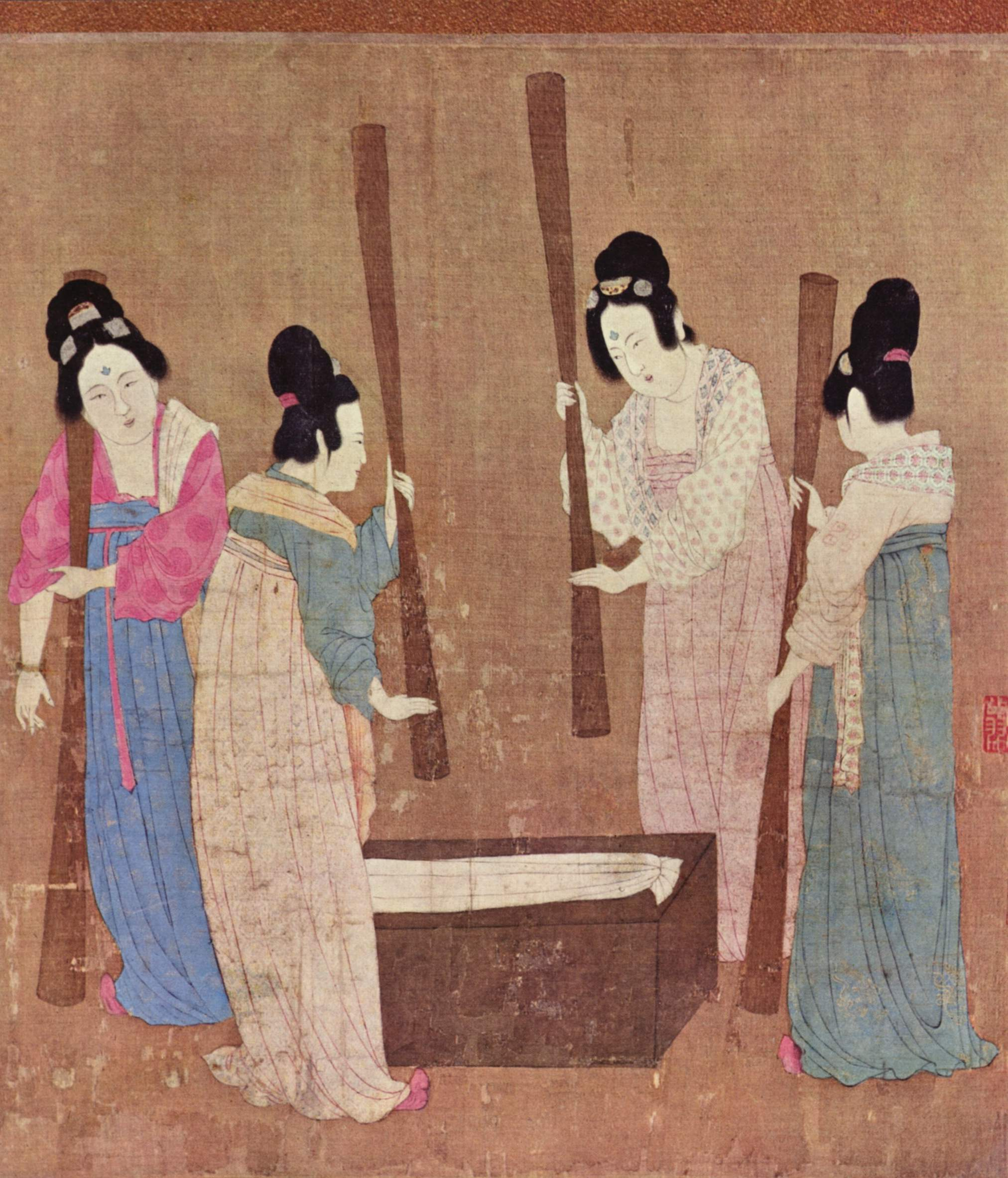
بانوان دربار در حال آماده‌سازی ابریشم تازه بافته اثر امپراتور هویزونگ،

نوغان‌داری پروش کرم ابریشم به منظور تولید ابریشم است. گرچه گونه‌های تجاری متعددی از کرم ابریشم موجودند، استفاده از کرم ابریشم و مطالعهٔ آن بیش از همه صورت می‌گیرد. ابریشم نخستین بار در چین در دوران نوسنگی تولید شد. نوغان‌داری بدل به صنعتی خانگی در کشورهایی چون برزیل، جمهوری خلق چین، فرانسه، هند، ایتالیا، ژاپن، کره و چین شده است. امروزه، چین و هند دو تولیدکنندهٔ اصلی آن هستند و بیش از ۶۰ درصد تولید سالانهٔ جهان را در اختیار دارند. بیش از 90 درصد تولیدات پیله و ابریشم جهان در آسیا متمرکز شده و ایران حائز رتبه هشتم تولید جهانی نخ ابریشم می باشد. 

## نگارخانه

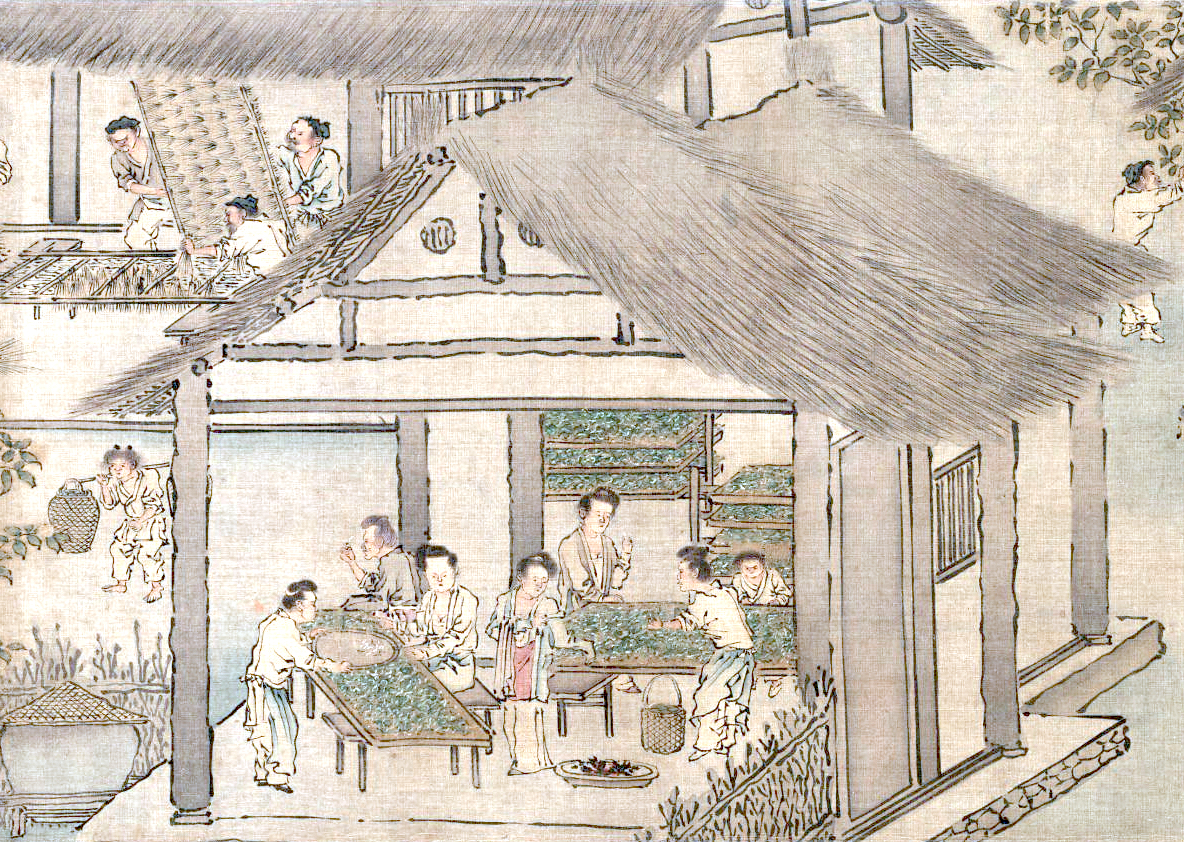
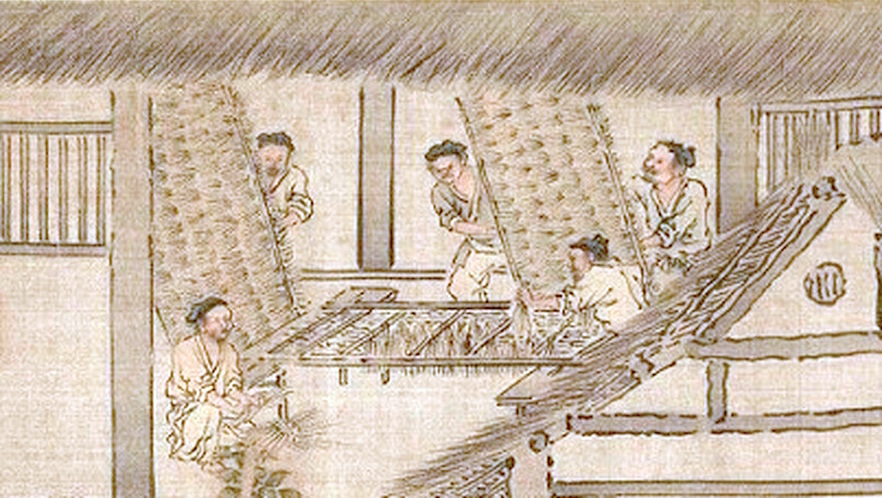
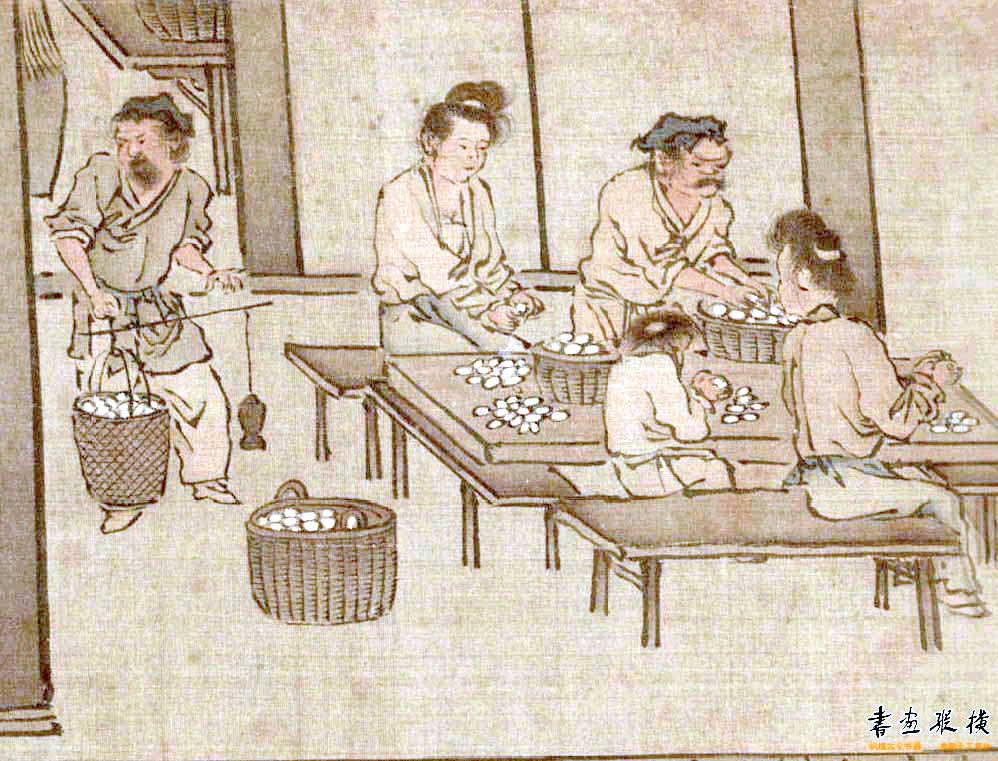
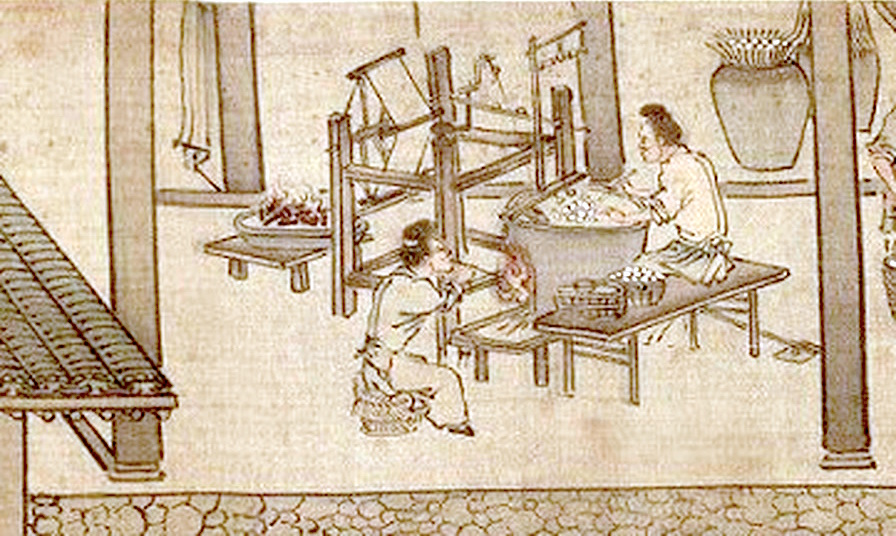
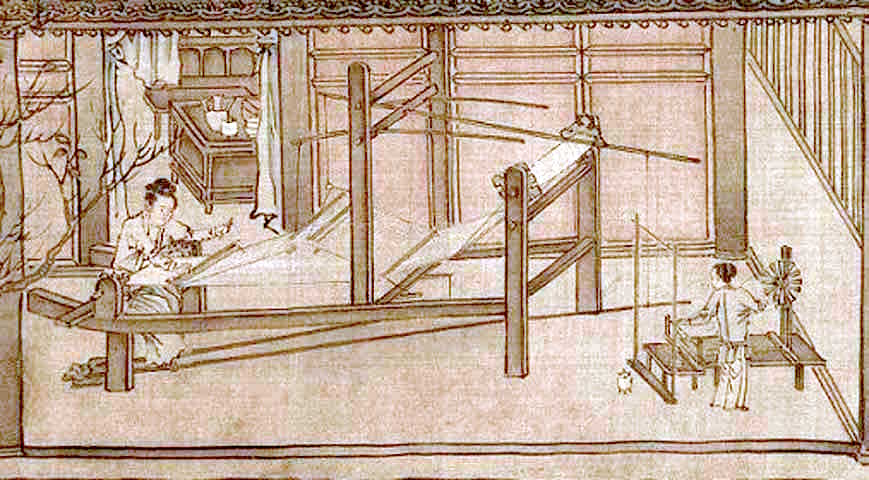